# 鈴木結生
鈴木 結生（すずき ゆうい、2001年5月23日 - ）は、日本の小説家。福島県出身。福岡県在住。

## 経歴
福岡県立修猷館高等学校卒業。西南学院大学外国語学部在学中の2024年、「人にはどれほどの本がいるか」で第10回林芙美子文学賞佳作を受賞してデビュー。同年、同大学大学院外国語学研究科に進学し、英文学を研究する。2025年、「ゲーテはすべてを言った」で第172回芥川龍之介賞を受賞し、21世紀生まれで初の芥川賞作家となった。

## 作品リスト

### 単行本
- 『ゲーテはすべてを言った』（朝日新聞出版、2025年1月）[7]
  - 初出:『小説トリッパー』2024年秋季号
- 『携帯遺産』（朝日新聞出版、2025年6月）
  - 初出:『小説トリッパー』2025年春季号

### 単行本未収録
小説
- 「人にはどれほどの本がいるか」 - 『小説トリッパー』2024年春季号
- 「世界文学物尽」 - 『小説トリッパー』2025年夏季号
- 「エル・ニモ」 - 『文學界』2025年9月号

エッセイなど
- 「私にはどれほどの本がいるか」 - 『文學界』2024年7月号
- 「すばらしいスモール・ワールド」 - 『群像』2024年12月号
- 「信仰と創作」 - 『文學界』2025年3月号
- 「三重の三部作（トリプル・トリロジー）」[8] - 『小説トリッパー』2025年春季号
- 「私らが文学をする理由」 - 『新潮』2025年6月号
- 「読書日録」 - 『すばる』2025年7月号 - 9月号
- 「書かれなかった自伝――ヴァージニア・ウルフ『ある作家の日記』を再読して」 - 『文學界』2025年9月号

対談
- 「鴻巣友季子+鈴木結生 継承と逸脱を繰り返す――『ゲーテはすべてを言った』をめぐって」[9] - 『小説トリッパー』2025年春季号